# Grankulla kyrka

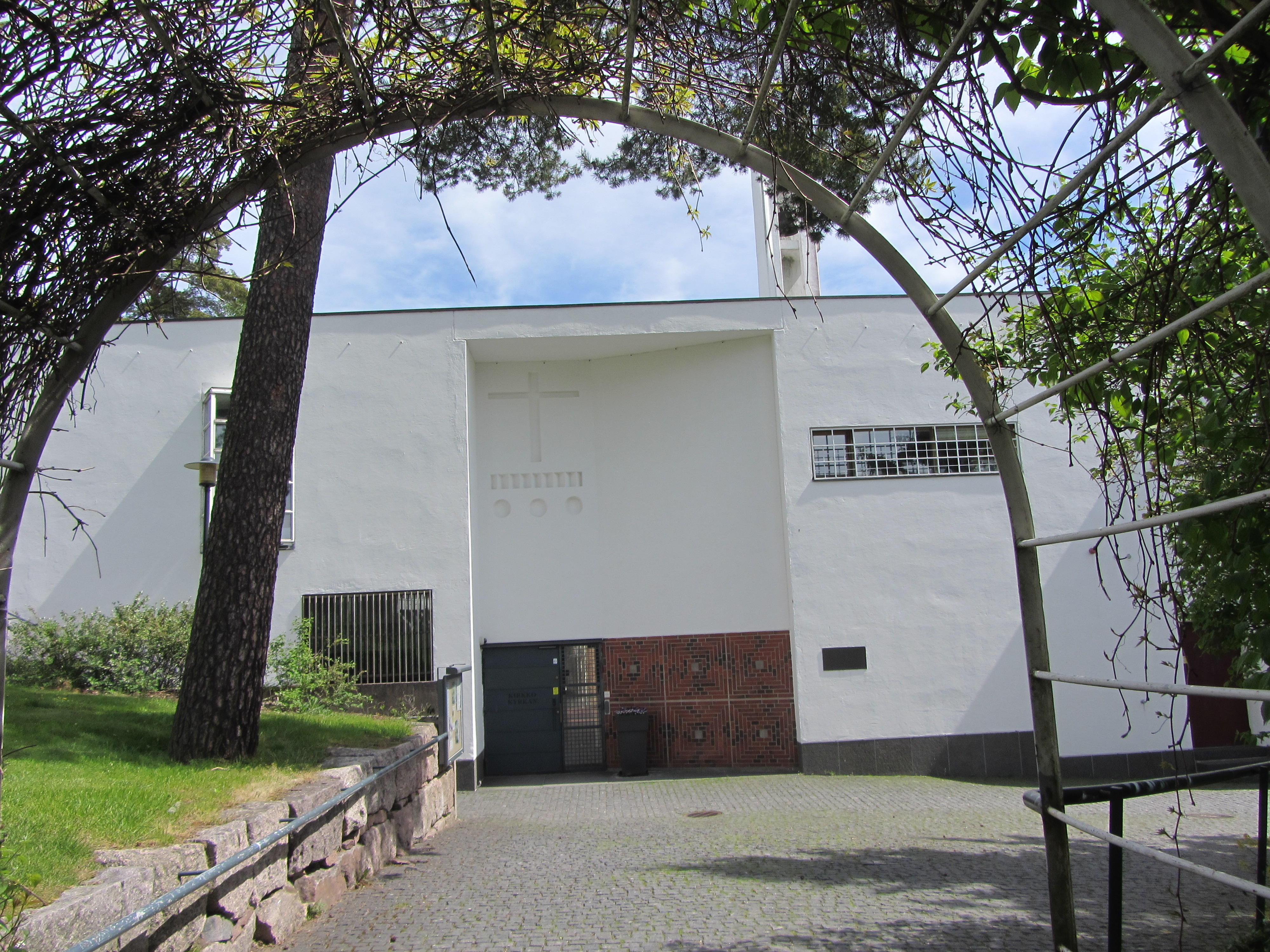
Grankulla kyrka

Grankulla kyrka i Grankulla centrum byggdes 1983 och ritades av arkitekt Kristian Gullichsen. Aulikki Jylhä var kyrkans inredningsarkitekt. Kyrkan, som har 250 sittplatser, används av Grankulla svenska och finska församlingar.

## Kyrksalen
Utanför och inuti Grankulla kyrka finns mycket kristen symbolik.

### Arkitektur
Det trekantiga takfönstret leder tankarna till den treeniga Guden. Temat upprepas i de tre ljusnischerna på östra väggen och i de sex små ljusöppningarna högst uppe på altarväggen. De sex små fönstren symboliserar antalet altarljus under kyrkliga högtider.
Från den ljusa aulan går man in i kyrksalen längs en dunkel, sluttande gång, nästan som om man gick ner under jorden. Ljuset kommer ovanifrån, och fönstren i taken förstärker intrycket att man befinner sig under jord, i en katakomb. Altarkorset är tvåsidigt och kan vändas beroende på vilken liturgisk färg som används. På ena sidan finns spikarna och lansspetsen som sargade Jesus. På andra sidan slår fem rosor ut ur såren. Kristi lidande innebar livet för mänskligheten. Korset är formgivet av akademiker Bertel Gardberg. Altarkorset och ljusstakarna har donerats av Grankulla stad.
I dopfunten rinner vattnet. Apostlarna uppmanade till dop i rinnande vatten. Det erinrar om Jesu dop och om att vi tvättas rena. Dopfunten, som är uthuggen i granit, har placerats i främre delen av kyrkan, till höger om altaret. 

### Konstverk
Ovanför dopfunten finns Raimo Puustinens glasmålning ”Jaakobin tikapuut” (Jakobs stege). Den är en symbol för hur vi fortfarande i dopet får ta del av Guds gåvor.
Två delar av konstnären Marika Mäkeläs triptyk ”Pyhä Kolminaisuus” (Den heliga treenigheten) har placerats i kyrksalen: det största arbetet till höger om dopfunten och ett litet på väggen bakom predikstolen. Den tredje delen finns i jordfästningskapellet i kolumbariet. Tavlorna placerades i kyrkan 2002.

### Orgeln
Kyrkans 21-stämmiga orgel byggdes 1988 av orgelbyggeriet Veikko Virtanen.